# セレナ・スティール
セレナ・スティール (Selena Steele、1961年1月17日 - ) は、主に1980年代後半から1990年代中期まで活躍した、アメリカ合衆国のエキゾチックダンサーおよびポルノ女優。ダンサーの体つき、極端ではない豊胸、長く黒みがかった髪などをもって、当時の一般的なブロンドのポルノ女優に関心が無かった多くのファン層を惹き付けた。

## 経歴
その経歴は主にストリップクラブの長期巡業から成り立っており、映画の撮影のために比較的短期間カリフォルニアへ戻っていた。セレナはジョン・レスリーに見出された。経歴の初期にはVCAというポルノ映画会社でジョン・レスリーのみと仕事をした。
最も有名な出演作品は、ジョン・レスリーがAVNアワードを獲得することにもなった『媚獣伝説/キャット・ウーマン』である。絶頂期のおよそ5年の間に出演したポルノ映画は40本ほどであった。ダンス巡業の間は全くセックスをせず、その性生活は全てが数年間にわたって映画撮影だけしかなかったと述べている。
当初の演技の大部分は、膣性交とオーラルセックスから成っていた。自身初のアナルセックスシーンは1993年の映画『スチール・バット』で演じ、アナルセックスを呼び物とする『ギャングバング・ガール』というシリーズに重ねて2回出演。
やがて1993年からほぼ10年間にわたってポルノ映画界から姿を消すも、2000年代に復帰し、VCAの2作品でアナルセックスシーンを演じた。一つは『ソロリティ・セックス・キトゥンズ・シックス』で、もう1本は『チアリーダー・ピンク』という作品であった。MILF市場をターゲットとする専門映画に再び出演し、かつて名声を得た職場への復帰を楽しんだ。年齢に反して未だに魅力的な肉体と長いブルネットの髪を維持している。
ダンス巡業の旅も未だに続けており、Yahoo!グループでのウェブ出演、マイスペース、および自身のサイトにおける活動も見せている。いつしか母親役や女教師役を演じる作品への出演を継続するようになった。

## 受賞
アダルト・ビデオ・ニュース
- 1992年 – 最優秀助演女優賞（ビデオ） – 『Sirens 』[1]
- 2007年 – AVN殿堂入り[2]

XRCO (X-Rated Critics Organization)
- 2003年 – XRCO殿堂入り[3]

Legend's of Erotica
- 2004年 – 殿堂入り

FOXE (Fans of X-Rated Entertainment)
- 1991年 – Vixen（新人賞）